# Wahlenbergia depressa
Wahlenbergia depressa là loài thực vật có hoa trong họ Hoa chuông. Loài này được J.M.Wood & M.S.Evans miêu tả khoa học đầu tiên năm 1897.